# Allium asirense
Allium asirense là một loài thực vật có hoa trong họ Amaryllidaceae. Loài này được B.Mathew mô tả khoa học đầu tiên năm 1995.